# 무녀도항
무녀도항(巫女島港)은 전북특별자치도 군산시 옥도면 무녀도리에 위치한 어항이다. 2003년 8월 8일 지방어항으로 지정되었다. 시설관리자는 군산시장이다.

## 어항구역
- 본 항의 어항구역은 ｢무녀2구항 남서측 돌단부(N : 35°47′47″, E : 126 °26′21″)로부터 SE방향으로 289m, NE방향으로 1,000m, NW방향으로 550m 이동하여 무녀2구항 북측 돌단부와 접속한(N : 35°48′11″, E : 126°26′32″) 선내의구역 ｣으로 어항구역 면적은 499,900m2이다.[1]

## 어항시설
- 선착장 64m, 방파제 46m